# Поїзд жахів
«Поїзд жахів» (англ. Horror Express, ісп. Pánico en el Transiberiano) — іспансько-британський кінофільм режисера Еухеніоа Мартіна, що вийшов на екрани в 1972 році.

## Сюжет
Китай, 1906 рік. Олександр Секстон очолює дослідницьку експедицію в один з найвіддаленіших районів неосяжного Китаю. У цій нині малонаселеній і необжитій місцевості вчені знаходять невідому науці істоту, добре збережену в умовах постійної мінусової температури. Це не людина, але й не мавпа — на думку Секстона це нова проміжна ланка еволюції. Сенсаційне відкриття доставляють до Пекіна, щоб потім поїздом переправити через всю Євразію, а далі доставити і на туманний Альбіон.

## У ролях
| Актор               | Роль |
| ------------------- | ---- |
| Крістофер Лі        | -    |
| Пітер Кашинг        | -    |
| Альберто де Мендоса | -    |
| Сільвія Тортоса     | -    |
| Хуліо Пенья         | -    |
| Анхель дель Позо    | -    |
| Теллі Савалас       | -    |
| Хельга Ліні         | -    |
| Еліс Рейнхарт       | -    |
| Хосе Хаспе          | -    |

## Знімальна група
- Режисер — Еухеніо Мартін
- Сценарист — Арно Д'Юссо, Джуліан Зімет
- Продюсер — Бернард Гордон, Грегоріо Сакрістьян
- Композитор — Джон Какавас